# Tachytrechus latipes
Tachytrechus latipes är en tvåvingeart som först beskrevs av Aldrich 1896.  Tachytrechus latipes ingår i släktet Tachytrechus och familjen styltflugor. Inga underarter finns listade i Catalogue of Life.